# Egimio
Egimio (in greco antico: Αἰγίμιος?, Aighímios) era il mitico progenitore dei Dori, loro sovrano e legislatore, quando questo popolo abitava ancora nel nord della Tessaglia.
Secondo il mito Egimio chiese aiuto a Eracle nella sua guerra contro i Lapiti e come ricompensa gli offrì un terzo del suo regno. I Lapiti furono battuti, ma Eracle non accettò per sé quanto promesso dal re, ma chiese che tutto venisse lasciato ai suoi figli, gli Eraclidi.
I due figli di Egimio, Dimante e Panfilo, dopo la loro emigrazione nel Peloponneso vennero considerati i progenitori di due sottogruppi del popolo dorico, i Dimani e i Panfili, mentre la terza stirpe dei Dori, gli Illei, discendono da Illo, il figlio di Eracle adottato da Egimio.
Sulla vicenda di Egimio fu composto un poema epico, Egimio, di cui restano pochi frammenti, talvolta attribuito a Esiodo o a Cercope di Mileto.